# Saison 3 de Skam France
Chronologie
Saison 2 Saison 4
Cet article présente le guide des épisodes de la troisième saison de la web-série française Skam France.

## Synopsis de la saison
Cette saison est centrée sur le personnage de Lucas Lallemant et l'acceptation de son homosexualité lorsqu'il fait la connaissance d'un nouvel élève, Eliott.

## Distribution

### Acteurs principaux
- Axel Auriant : Lucas Lallemant

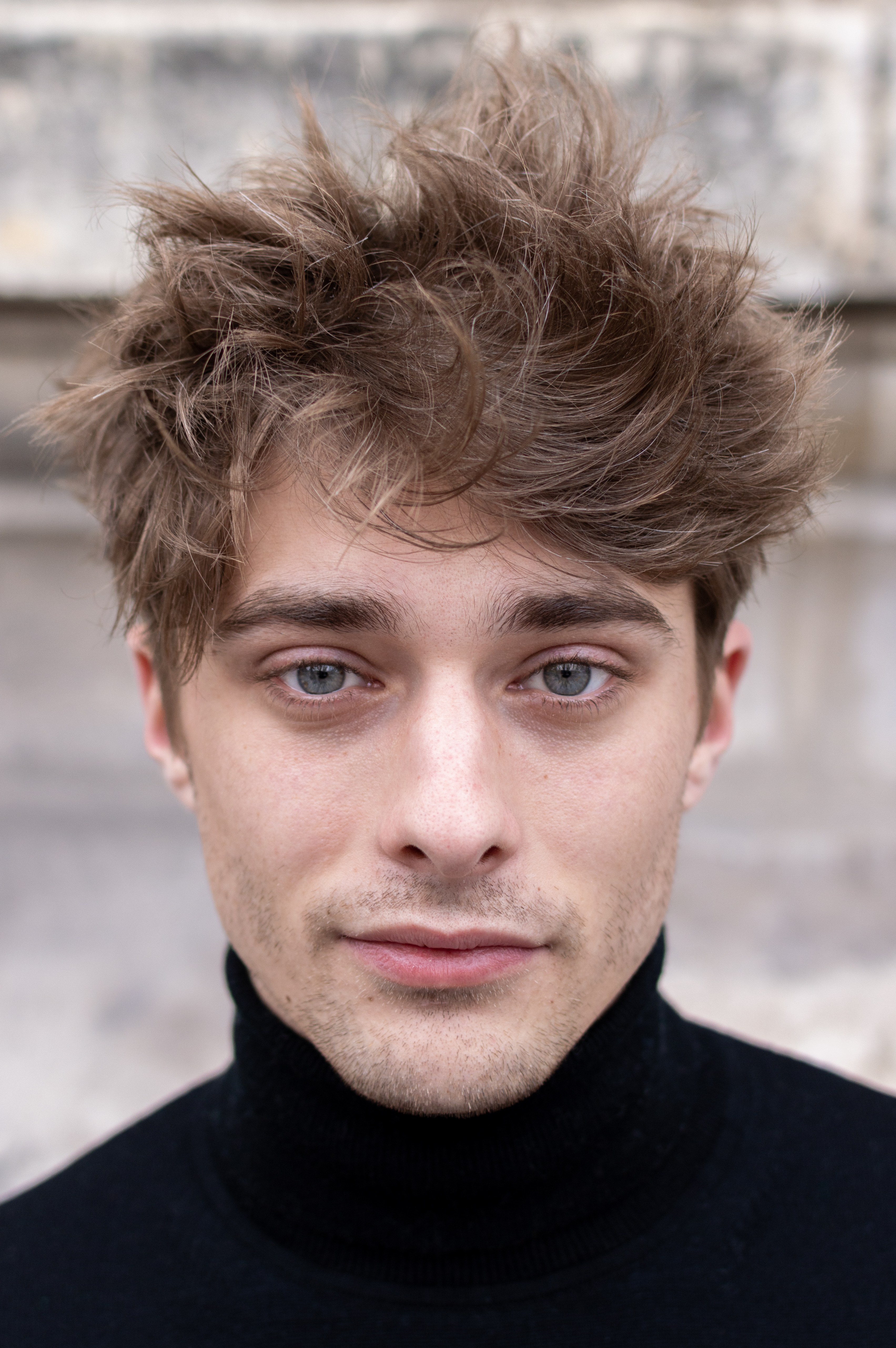
Maxence Danet-Fauvel, qui incarne Eliott Demaury

- Maxence Danet-Fauvel : Eliott Demaury
- Assa Sylla : Imane Bakhellal
- Marilyn Lima : Manon Demissy
- Philippine Stindel : Emma Borgès
- Anne-Sophie Soldaïni : Chloé Jeanson
- Coline Preher : Alexia « Alex » Martineau
- Léo Daudin : Yann Cazas
- Lula Cotton-Frapier : Daphné Lecomte
- Paul Scarfoglio : Basile
- Robin Migné : Arthur Broussard
- Théo Christine : Alexandre Delano

### Acteurs récurrents et invités
- Aliénor Barré : Lisa
- Emma Bazin : Maria
- Nader Boussandel : mec chelou
- Alain Bouzigues : proviseur du lycée
- Brigitte Buc : mère de Lucas
- Olivia Côte : infirmière du lycée
- Édouard Eftimakis : Mickaël
- Lola Fellouzis : Lucille
- Estelle Fitz : Clara (l'ex d'Alexia)
- François Frapier : prêtre
- Victor Le Blond : Romain
- Tom Renotte : loser no 1 Jérémy

## Équipe technique
- Créatrice : Julie Andem
- Réalisateur : David Hourrègue
- Adaptation : Cyril Tysz, Clémence Lebatteux, Karen Guillorel, Julien Capron
- Scénarios : Niels Rahou, Clémence Lebatteux, Marine Josset, Fanny Talmone, Jean-Baptiste Vandroy, Delphine Agut

## Liste des épisodes
1. Je crois que je suis amoureux
2. La Curiosité
3. Infiltration
4. Le Garçon qui avait peur du noir
5. Au même moment à l'autre bout de l'univers
6. Insomnie
7. Assumer
8. Coup de tête
9. Les gens sont comme ils sont
10. Minute par minute

### Épisode 1:Je crois que je suis amoureux
- France : 
  - 25 janvier 2019 à 18 h sur France.tv[1]
  - 27 janvier 2019 à 23 h 45 sur France 4[2]
- Belgique : 25 janvier 2019 sur La Trois[3]

Cet épisode comporte sept séquences.
- Séquence 1 – Déconnecté : diffusée le samedi 19 janvier 2019 à 16 h 48
- Séquence 2 – Elle dégoûte cette meuf : diffusée le samedi 19 janvier 2019 à 22 h 15
- Séquence 3 – Petite gaule du matin : diffusée le dimanche 20 janvier 2019 à 11 h 27
- Séquence 4 – On a ça nous ? : diffusée le lundi 21 janvier 2019 à 13 h 21
- Séquence 5 – Tu crois que je suis bête ou quoi ? : diffusée le mercredi 23 janvier 2019 à 10 h 34
- Séquence 6 – L'endroit le plus chanmé du lycée : diffusée le vendredi 25 janvier 2019 à 16 h 38
- Séquence 7 – On aime bien chelou : diffusée le vendredi 25 janvier 2019 à 18 h 53

### Épisode 2:La Curiosité
- France : 
  - 1er février 2019 à 18 h sur France.tv
  - 4 février 2019 à 23 h 45 sur France 4
- Belgique : 2 février 2019 sur La Trois

Cet épisode comporte huit séquences.
- Séquence 1 – Pas si hétéro que ça : diffusée le samedi 26 janvier 2019 à 14 h 34
- Séquence 2 – Quoi moi et Emma ? : diffusée le lundi 28 janvier 2019 à 8 h 53
- Séquence 3 – Ils parlent que de cul : diffusée le mercredi 30 janvier 2019 à 12 h 36
- Séquence 4 – Tu CH : diffusée le mercredi 30 janvier 2019 à 21 h 34
- Séquence 5 – Avec des petites meufs au calme : diffusée le vendredi 1er février 2019 à 16 h 7
- Séquence 6 – Et moi tu me dessinerais comment : diffusée le vendredi 1er février 2019 à 17 h 12
- Séquence 7 – Découvrir de nouvelles choses : diffusée le vendredi 1er février 2019 à 18 h 53
- Séquence 8 – Surprenant : diffusée le vendredi 1er février 2019 à 19 h 34

### Épisode 3:Infiltration
- France : 
  - 8 février 2019 à 18 h sur France.tv
  - 11 février 2019 à 0 h 10 sur France 4
- Belgique : 9 février 2019 sur La Trois

Cet épisode comporte sept séquences.
- Séquence 1 – Plan pourri : diffusée le lundi 4 février 2019 à 8 h 41
- Séquence 2 – Tu choisis pas : diffusée le mercredi 6 février 2019 à 12 h 10
- Séquence 3 – L'échelle de Kinsey : diffusée le mercredi 6 février 2019 à 21 h 5
- Séquence 4 – Balance ton porc : diffusée le jeudi 7 février 2019 à 12 h 40
- Séquence 5 – C'est personne : diffusée le jeudi 7 février 2019 à 16 h 50
- Séquence 6 – Kiffance : diffusée le vendredi 8 février 2019 à 21 h 0
- Séquence 7 – Pas forcément une meuf : diffusée le vendredi 8 février 2019 à 21 h 36

### Épisode 4:Le Garçon qui avait peur du noir
- France : 
  - 15 février 2019 à 18 h sur France.tv
  - 18 février 2019 à 0 h 15 sur France 4
- Belgique : 16 février 2019 sur La Trois

Cet épisode comporte neuf séquences.
- Séquence 1 – Prends sa chambre : diffusée le samedi 9 février 2019 à 11 h 2
- Séquence 2 – Le mec d'hier soir : diffusée le samedi 9 février 2019 à 13 h 25
- Séquence 3 – On s'est fait cramer : diffusée le lundi 11 février 2019 à 8 h 55
- Séquence 4 – La théorie de l'évolution : diffusée le lundi 11 février 2019 à 10 h 50
- Séquence 5 – Sortir ensemble : diffusée le lundi 11 février 2019 à 12 h 3
- Séquence 6 – Prince charmant : diffusée le mercredi 13 février 2019 à 13 h 43
- Séquence 7 – Des excuses : diffusée le jeudi 14 février 2019 à 16 h 34
- Séquence 8 – Double date : diffusée le vendredi 15 février 2019 à 19 h 45
- Séquence 9 – Le premier : diffusée le vendredi 15 février 2019 à 20 h 27

### Épisode 5:Au même moment à l'autre bout de l'univers
- France : 
  - 22 février 2019 à 18 h sur France.tv
  - 25 février 2019 à 0 h 15 sur France 4
- Belgique : 24 février 2019 sur La Trois

Cet épisode comporte sept séquences.
- Séquence 1 – Combien de Lucas dans l'univers : diffusée le samedi 16 février 2019 à 9 h 17
- Séquence 2 – Grillé : diffusée le samedi 16 février 2019 à 14 h 34
- Séquence 3 – Pécholand : diffusée le lundi 18 février 2019 à 8 h 50
- Séquence 4 – Gentleman : diffusée le mardi 19 février 2019 à 12 h 2
- Séquence 5 – Phase de latence : diffusée le mercredi 20 février 2019 à 10 h 40
- Séquence 6 – Réfléchis à ce que tu dis : diffusée le jeudi 21 février 2019 à 17 h 49
- Séquence 7 – Y'a pas de problème : diffusée le vendredi 22 février 2019 à 19 h 21

### Épisode 6:Insomnie
- France : 
  - 1er mars 2019 à 18 h sur France.tv
  - 4 mars 2019 à 0 h 15 sur France 4
- Belgique : 3 mars 2019 sur La Trois

Cet épisode comporte sept séquences.
- Séquence 1 – Ça c'est un mec : diffusée le lundi 25 février 2019 à 8 h 52
- Séquence 2 – Y'a rien à dire : diffusée le lundi 25 février 2019 à 14 h 3
- Séquence 3 – Parfois il faut choisir : diffusée le mardi 26 février 2019 à 13 h 8
- Séquence 4 – Tu le kiffes en fait : diffusée le mercredi 27 février 2019 à 13 h 37
- Séquence 5 – Viens on en parle pas : diffusée le jeudi 28 février 2019 à 1 h 48
- Séquence 6 – Je suis épuisé : diffusée le vendredi 1er mars 2019 à 9 h 14
- Séquence 7 – Je peux pas t'aider : diffusée le vendredi 1er mars 2019 à 17 h 5

### Épisode 7:Assumer
- France : 
  - 8 mars 2019 à 18 h sur France.tv
  - 11 mars 2019 à 0 h 15 sur France 4
- Belgique : 10 mars 2019 sur La Trois

Cet épisode comporte sept séquences.
- Séquence 1 – Intervention : diffusée le samedi 2 mars 2019 à 14 h 32
- Séquence 2 – Trop cool : diffusée le lundi 4 mars 2019 à 8 h 45
- Séquence 3 – Sans ambiguïté : diffusée le lundi 4 mars 2019 à 16 h 3
- Séquence 4 – Biologie des cœurs : diffusée le mardi 5 mars 2019 à 13 h 55
- Séquence 5 – J'y ai cru : diffusée le mercredi 6 mars 2019 à 10 h 17
- Séquence 6 – Faudrait savoir mec : diffusée le vendredi 8 mars 2019 à 18 h 14
- Séquence 7 – Ça compte pas : diffusée le vendredi 8 mars 2019 à 18 h 35

### Épisode 8:Coup de tête
- France : 
  - 15 mars 2019 à 18 h sur France.tv
  - 18 mars 2019 à 0 h 15 sur France 4
- Belgique : 17 mars 2019 sur La Trois

Cet épisode comporte six séquences.
- Séquence 1 – PONI : diffusée le samedi 9 mars 2019 à 11 h 7
- Séquence 2 – Terre promise : diffusée le lundi 11 mars 2019 à 8 h 43
- Séquence 3 – La violence : diffusée le mardi 12 mars 2019 à 16 h 35
- Séquence 4 – Pourvu qu'elles m'aiment : diffusée le mercredi 13 mars 2019 à 13 h 38
- Séquence 5 – Tu me fais confiance non ? : diffusée le vendredi 15 mars 2019 à 19 h 25
- Séquence 6 – Une putain de lubie : diffusée le vendredi 15 mars 2019 à 23 h 37

### Épisode 9:Les gens sont comme ils sont
- France : 
  - 22 mars 2019 à 18 h sur France.tv
  - 25 mars 2019 à 0 h 15 sur France 4
- Belgique : 24 mars 2019 sur La Trois

Cet épisode comporte huit séquences.
- Séquence 1 – Ça passera promis : diffusée le samedi 16 mars 2019 à 14 h 32
- Séquence 2 – Je gère pas là : diffusée le dimanche 17 mars 2019 à 16 h 34
- Séquence 3 – La vérité : diffusée le dimanche 17 mars 2019 à 19 h 25
- Séquence 4 – Un peu de vodka : diffusée le dimanche 17 mars 2019 à 20 h 41
- Séquence 5 – Kanye West aussi est bipolaire : diffusée le lundi 18 mars 2019 à 12 h 40
- Séquence 6 – White washing : diffusée le mercredi 20 mars 2019 à 14 h 22
- Séquence 7 – Laisser un peu de temps : diffusée le vendredi 22 mars 2019 à 19 h 43
- Séquence 8 – T'es plus tout seul : diffusée le vendredi 22 mars 2019 à 20 h 27

### Épisode 10:Minute par minute
- France : 
  - 29 mars 2019 à 18 h sur France.tv
  - 1er avril 2019 à 0 h 15 sur France 4
- Belgique : 31 mars 2019 sur La Trois

Cet épisode comporte sept séquences.
- Séquence 1 – T'es pas comme les autres : diffusée le samedi 23 mars 2019 à 9 h 53
- Séquence 2 – J'ai pas besoin de toi : diffusée le lundi 25 mars 2019 à 8 h 10
- Séquence 3 – Vis ta vie : diffusée le lundi 25 mars 2019 à 13 h 12
- Séquence 4 – On verra bien non ? : diffusée le lundi 25 mars 2019 à 17 h 21
- Séquence 5 – Sauvons le foyer : diffusée le mercredi 27 mars 2019 à 8 h 7
- Séquence 6 – C’est pas des adieux : diffusée le jeudi 28 mars 2019 à 17 h 32
- Séquence 7 – 1 573 minutes : diffusée le vendredi 29 mars 2019 à 18 h 43

## Bande originale
La musique originale de la série est composée par Christian Wibe.
La bande originale de la saison 3 présente aussi les chansons suivantes :
1. Sweet Apocalypse – Lambert
2. I Love You – Jean-Philippe Rio-Py
3. Leaving Space – Joris Delacroix
4. Last Dance – Scratch Massive
5. Fête de trop – Eddy de Pretto
6. Remember – Seinabo Sey et Jacob Banks